# Mariene ecoregio Seychellen
De Mariene ecoregio Seychellen (96) (Engels: Seychelles marine ecoregion) is een biogeografische regio en ligt in het westen van de Indische Oceaan in de Mariene provincie Westelijke Indische Oceaan (20) in het Marien rijk Westelijke Indo-Pacific. De mariene ecoregio is vastgesteld door het World Wide Fund for Nature en The Nature Conservancy en is vernoemd naar de Seychellen.
In het westen grenst het gebied aan de mariene ecoregio Oost-Afrikaanse Koraalkust (95), in het zuidwesten aan de mariene ecoregio Westelijk en Noordelijk Madagaskar (100) en in het zuidoosten aan de mariene ecoregio Cargados Carajos/Tromelin (97).

## Geografie
De mariene ecoregio ligt in het westen van de Indische Oceaan rond de eilandengroep van de Seychellen.
Door het gebied stromen de Noord-Madagaskarstroom en de Indische Equatoriale tegenstroom.

## Biogeografie
Het gebied kent zeeleven dat houdt van tropische temperaturen.